# Bodens pastorat
Bodens pastorat är ett pastorat i Pite kontrakt i Luleå stift i Bodens kommun i Norrbottens län. 
Pastoratet bildades 2014 och består av följande församlingar:
- Gunnarsbyns församling
- Sävasts församling
- Överluleå församling
- Edefors församling från 2018

Pastoratskod är 110602